# Chwalimki
Chwalimki (niem. Neuvalm) – osada w północnej Polsce, położona w województwie zachodniopomorskim, w powiecie szczecineckim, w gminie Barwice.
Dawny majątek rycerski, należący w 2. połowie XVIII w. do rodziny von Zastrow. Ostatnimi właścicielami była rodzina von Digosch.
W latach 1975–1998 miejscowość położona była w województwie koszalińskim.